# 팍스 자포니카 그루브
팍스 자포니카 그루브(영어: Pax Japonica Groove)는 일본의 작곡가인 구로사카 슈헤이(일본어: 黒坂修平)의 솔로 프로젝트이다.

## 앨범

### 싱글 앨범
- 《SHOU-RYU　/ star chamber》 (2007)
- 《Turn Me On》 (feat. Monday 満ちる) (2008)
- 《Wilderness》 (2010)
- 《Something Within Me》 (2010)
- 《Wilderness》 (Daishi Dance remix) (2010)

### 정규 앨범
- 《PAX JAPONICA GROOVE》 (2008)
- 《Fantastical Adventure》 (2010)
- 《SUPERNOVA》 (2012)
- 《Now and On》 (2016)
- 《Naked Blue》 (2017)